# Argentina International 1999
Die Argentina International 1999 im Badminton fanden vom 14. bis zum 17. Oktober 1999 in Buenos Aires statt.

## Die Sieger und Platzierten
| Disziplin    | Gold                         | Silber                            | Bronze                                  |
| ------------ | ---------------------------- | --------------------------------- | --------------------------------------- |
| Herreneinzel | Tam Kai Chuen                | Ng Wei                            | Mike Beres                              |
| Herreneinzel | Tam Kai Chuen                | Ng Wei                            | Jim Ronny Andersen                      |
| Dameneinzel  | Kara Solmundson              | Anu Weckström                     | Denyse Julien                           |
| Dameneinzel  | Kara Solmundson              | Anu Weckström                     | Jody Patrick                            |
| Herrendoppel | Ma Che Kong Yau Tsz Yuk      | Cun Cun Haryono Liu Kwok Wa       | Hiroshi Kagaya Masahiro Yabe            |
| Herrendoppel | Ma Che Kong Yau Tsz Yuk      | Cun Cun Haryono Liu Kwok Wa       | Chris Davies Matthew Hughes             |
| Damendoppel  | Sandra Jimeno Doriana Rivera | Ximena Bellido Lorena Blanco      | María de la Paz Luna Félix Jody Patrick |
| Damendoppel  | Sandra Jimeno Doriana Rivera | Ximena Bellido Lorena Blanco      | Alice Garay Cristina Nakano             |
| Mixed        | Hugo Rodrigues Ana Ferreira  | José Antonio Crespo Dolores Marco | José Antonio Iturriaga Ximena Bellido   |
| Mixed        | Hugo Rodrigues Ana Ferreira  | José Antonio Crespo Dolores Marco | Tómas Viborg Brynja Pétursdóttir        |